# Ubantakoto
Ubantakoto (auch: Ubrantakoto Island, Upalhaku) ist ein Motu des Butaritari-Atolls der pazifischen Inselrepublik Kiribati.

## Geographie
Ubantakoto ist eine winzige Riffinsel und eine der östlichsten Inseln im Butaritari-Atoll. Am östlichen Ende des Closed Northern Reef Awash gelegen gehört sie zu einer kleinen Gruppe mit Namoka, Natata, Kaionobi und weiteren winzigen Sandbänken, die die Nordostecke des Atolls bilden. In etwa 6 Kilometer Entfernung liegt im Norden die Insel Onne der Makin-Inselgruppe.